# 藤江麗奈
藤江麗奈（日语：藤江 れいな，1994年2月1日—）是日本女藝人，為女子偶像團體NMB48 Team BII前成員，千葉縣鎌谷市出身，所屬經紀公司為伊藤公司。過去曾是AKB48成員，後來因「AKB48 Group大組閣祭」而移籍至NMB48

## 人物
- 第4期研究生甄選合格的18人當中其中1人。2008年3月26日升格Team A。14歲54天就升格，目前所有研究生升格最年輕的。升格時是Team A中最年少，亦是2010年時新Team K中最年少的成員。
- 和Team K的近野莉菜為マザー牧場2009年度的代言人。
- 2009年8月23日舉行的AKB104選拔成員組閣祭演唱會中，宣布從2010年開始改組至team K。
- 有一個哥哥、以及一隻愛犬（臘腸犬）。
- 喜歡卡通人物崔弟。
- 對大島麻衣來說是像妹妹一般可愛的人，藤江麗奈也最尊敬這個很照顧她的前輩。
- 和Berryz工房的夏燒雅有表姊妹的關係。
- 2012年8月24日，於東京巨蛋舉辦的「AKB48 in TOKYO DOME 〜1830m之夢〜」演唱會第一天活動末尾的組閣（成員洗牌）公告中，被宣佈將由Team K轉移到梅田Team B，並於同年11月1日正式轉隊。[3]。
- 2013年2月27日，藤江麗奈與同屬梅田Team B的片山陽加、山內鈴蘭飛抵台北出席「台灣AKB48 Cafe」所舉辦的簽名會，並接受媒體訪問。2月28日，三人參加在誠品書局信義店舉辦之粉絲握手會後，於傍晚返日。
- 2015年4月3日，受山田菜菜指名接任Team M隊長，4月4日起山田Team M改名為藤江Team M。[4]
- 2017年1月31日，在Team BⅡ初日公演中宣布畢業。[5]5月27日，在NMB48劇場舉行畢業公演，正式從NMB48畢業。[6]

## 參加AKB48樂曲

### 單曲CD選抜曲
- 10年櫻
- 驚喜之淚!
- 崇尚麻里子
- 再見自由式
- 倘若在梧桐樹的路上對你說「我夢見了你的微笑」之後我們的關係會有什麼樣的變化呢、我兀自持續想了好多天最後有點難為情地得到了一個結論

Under Girl名義
- 因為喜歡你
- 你的背影
- 被偷了的唇
- 涙之Sea Saw Game
- 專屬於我的value
- 偶然的十字路
- 人的力量
- 不能擁抱你

Team K名義
- ALIVE

## 分組參加曲
向日葵组 1st Stage「我的太阳」公演
1. 不要叫我偶像

※在2007年7月14日的公演中、為小野惠令奈・奧真奈美的代演。
TeamB 2nd Stage「想見你」公演
1. 嘆息的人偶
2. 沙灘的櫻桃（中心）
3. 從背後緊緊相擁
4. 里約的革命

※渡邊麻友的替演。
向日葵组 2nd Stage「不要让梦想死去」公演
1. 初次的果糖

※宮澤佐江的代演、但是也有和宮澤佐江一同演出的場合。
TeamA 4th Stage「正在戀愛中」復活公演
1. 7時12分之初恋

※前田敦子休演時站在前田敦子的位置。
TeamA 5th Stage「恋愛禁止条例」公演
1. 黑色天使

※前田敦子休演時站在前田敦子的位置。
1. 傲嬌女生!※

※板野友美站位分組曲代役。
THEATER G-ROSSO「不要让梦想死去」公演
1. 隔壁的香蕉

※河西智美、高城亞樹、仲川遥香、岩佐美咲的代演。
1. 初次的果糖

※宮澤佐江、高城亞樹、仲谷明香、鈴木まりや的代演。
TeamK 6th Stage「RESET」公演
1. 心端的沙發
2. 制服的抵抗 ※

※板野友美･横山由依的Unit Under

## 演出

### 電視劇
- 馬路須加學園 最終話（2010年3月26日、東京電視台） - 飾演 馬路須加女学園學生
- 鬼太郎之妻 第93話（2010年7月14日、NHK綜合） - 飾演 電視的CM女性演員
- ハンチョウ〜神南署安積班〜 シリーズ4 〜正義の代償〜 第4話（2011年5月2日、TBS） - 飾演 服部緩奈
- からくり侍 セッシャー1（2011年7月3日 - 、静岡電視台） - 飾演 津和れいな
- 馬路須加學園2 最終話（2011年7月1日、東京電視台） - 飾演 レイナ
- 小海女 第6話（2013年4月6日、NHK綜合）
- 天魔來了（2013年7月22日、TBS電視台）

### 綜藝節目
- AKB0時59分!（2008年6月2日 - 23日、日本電視台）
- AKBINGO!（2008年12月17日 - 不定期出演、日本電視台）
- すイエんサー（2009年4月28日・5月19日・8月20日・9月15日・10月13日・12月26日・2010年1月5日、NHK教育） - 出演回數是7回，是成員中最多。
- 週刊AKB（2009年8月14日・21日 - 不定期出演、東京電視台）
- AKB48神TV（家庭劇場]]）
  - Season3（2009年11月6日・13日）
  - Season4（2010年7月18日・25日・8月15日・22日・9月5日・12日）
  - Season5（2010年12月5日・12日・19日）
  - Season7（2011年7月24日・31日）
- AKB1/48（2009年11月18日、エンタ!371）
- 勝利の女神5（2010年1月 - 3月、千葉電視台）
- 熱血BO-SO TV（2010年4月17日・6月19日・10月2日・2011年4月30日、千葉電視台）
- AKB-級グルメスタジアム（2010年8月15日、食と旅のフーディーズTV）
- 有吉AKB共和国（2010年10月14日・11月4日、TBS）
- 藤江れいな☆近野莉菜のまだまだこれからッ!（2011年2月3日 - 、エンタ!371）
- AKB和××!（2011年3月24日、讀賣電視台）
- ねくすと　おかわリサーチ（2011年9月20日、静岡電視台）
- NMB和學習君（2014年7月10日、關西電視台）

### 電台
- AKB48 明日までもうちょっと。（2008年11月24日・12月8日・2009年2月9日・3月2日・9日・23日・4月13日・6月22日・7月6日・2010年6月21日・7月5日、文化放送）
- AKB48のオールナイトニッポン（2010年7月9日、日本放送）

### 廣播劇
- 青春アドベンチャー（NHK-FM）
  - 「ゴー・ゴー! チキンズ2」（2010年7月26日 - 8月6日） - 飾演 ファン
  - 「神南の母の備忘録1『愛しのジェシカ』」（2010年12月20日）

### 電影
- 縁切り村〜デッド・エンド・サバイバル〜（2011年10月公開、スカイアンドロード） - 主演・飾演 縁切り様

### 舞台
- 第5回東京パフォーマーズ倶楽部公演「浅草あちゃらか」（2010年9月16日 - 20日、六行会ホール） - 飾演 福富雛子

### 音樂劇
- HYPER CRAZY FASHION MUSICAL（2010年3月20日、南青山マンダラ）

### DVD
- 常夏女孩（2009年10月23日、グラッソ）
- 眼鏡の転校生（2010年4月29日、グラッソ） - 飾演 木下亞理紗
- 假面騎士W超バトルDVD 丼のα/さらば愛しのレシピよ（2010年7月1日、小学館） - 飾演 相田エリコ
- shining girl（2011年9月2日、グラッソ）

### 其他
母親牧場 LaLaport TOKYO-BAY店一日店長（2010年6月12日）

### 寫真集
- B.L.T. U-17 summer（2008年8月7日、東京新聞通信社）
- B.L.T.U-17 Vol.11 sizzleful girl 2009 summer（2009年8月5日發售、東京新聞通信社）
- 藤江れいな・近野莉菜 2010年日曆（2009年10月14日發售、ハゴロモ）
- 藤江れいな 2011年日曆（2010年9月30日、ハゴロモ）
- Reina 藤江れいな第一本写真集（2011年7月19日、双葉社） ISBN 4575303348

### 電子書籍
- 旅の達人「宿バイス」（2011年8月-、アド.フジプランニング）

## 外部連結
- 經紀公司個人介紹頁（日語）
- 藤江麗奈官方網站 （页面存档备份，存于）（日語）
- 藤江麗奈的Ameba部落格（日語）
- 藤江麗奈的X（前Twitter）（日語）
- 藤江麗奈的Instagram帳戶（日語）
- NMB48個人介紹頁（日語）
- 藤江麗奈官方部落格（2010年1月22日 - ）- GREE（日語）